# Hirose Takeo

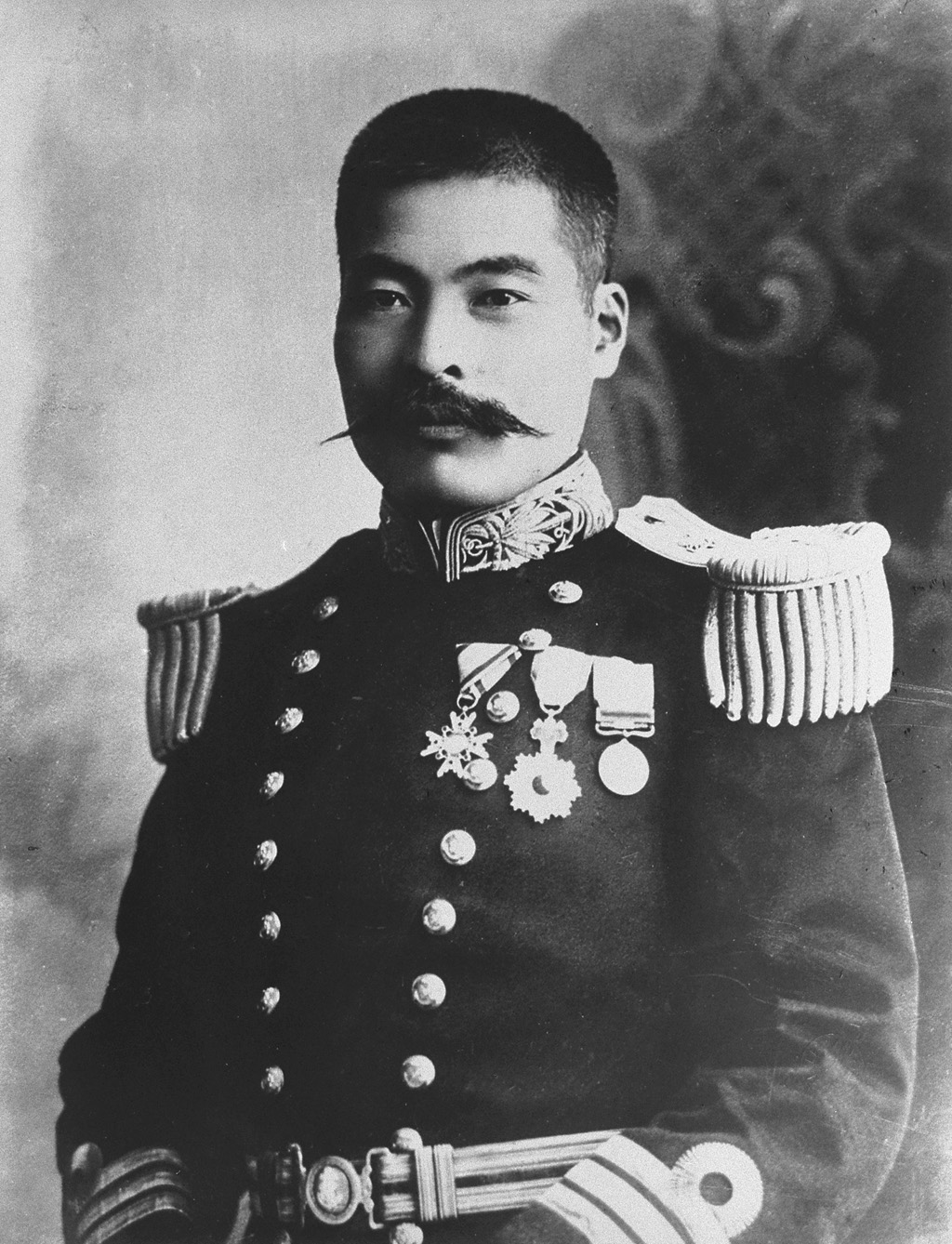
Hirose Takeo

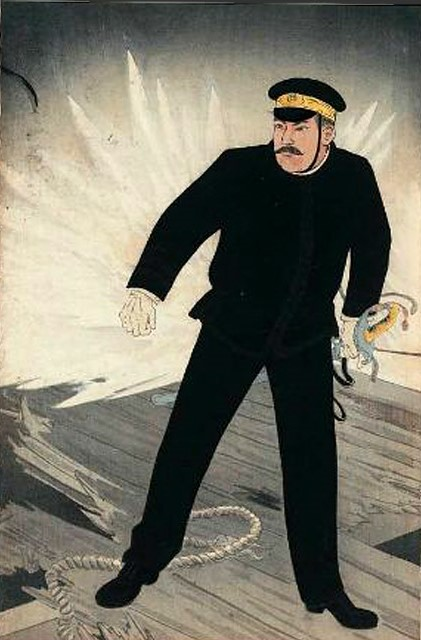
Letzter Einsatz

Hirose Takeo (japanisch 広瀬 武夫; geboren 16. Juli 1868 in der Präfektur Ōita; gestorben 27. März 1904 im Einsatz) war ein japanischer Marineoffizier während der Meiji-Zeit. Er galt nach seinem Einsatz im Russisch-Japanischen Krieg als „Kriegsgott“ (軍神, Gunshin).

## Leben und Wirken
Hirose Takeo absolvierte 1889 die Marineakademie als Mitglied der 15. Klasse, studierte 1897 im Ausland in Russland, wurde dann Militärattaché und Korvettenkapitän. Er kehrte 1902 nach Japan zurück und diente als Torpedooffizier auf dem Schlachtschiff Asahi. Er beteiligte sich an der Seeschlacht vor Port Arthur nach dem Ausbruch des Russisch-Japanischen Kriegs. Er nahm auch an der zweiten Mission teil und befehligte die Fukui Maru.
Als das Schiff aufgrund von Angriffen eines russischen Zerstörers zu sinken drohte und er das Schiff verlassen wollte, bemerkte er, dass Unteroffizier 1. Klasse Sugino Magoshichi (杉野 孫七) vermisst wurde. Nachdem er alleine das Schiff durchsucht hatte, wollte er ein wartendes Beiboot besteigen und wäre dann in Sicherheit gewesen. Aber da traf ihn eine Granate und zerriss ihn. Er wurde posthum zum Fregattenkapitän befördert.
Hiroses letzten Momente wurden durch das Lied „Hirose Chūsa“ (広瀬中佐, Hirose Chūsa) – „Fregattenkapitän Hirose“ des Kultusministeriums besungen und populär gemacht. Er erschien sogar in nationalen Lehrbüchern, wurde als Kriegsgott verehrt und als Material zur Förderung der militaristischen Ideologie verwendet.